# 上萱津
上萱津（かみかやづ）は、愛知県あま市の大字。

## 地理
あま市の北東部、旧甚目寺町域の東部に位置する。27の小字が設置されているが丁目は設定されていない。

### 河川
- 五条川

### 小字
現行字についての五十音順で配列している。
| - 池田（いけだ） - 上野（うえの） - 川崎（かわさき） - 北ノ川（きたのかわ） - 儀平東（ぎへいひがし） - 車屋（くるまや） - 米屋（こめや） - 左渡（さわたり） - 三山北ノ割（さんやまきたのわり） - 三山南ノ割（さんやまみなみのわり） - 下流（しもながれ） - 定井上（じょういがみ） - 定井下（じょういしも） - 正法寺東（しょうぼうじひがし） | - 白髭（しらひげ） - 銭神（ぜにがみ） - 大門（だいもん） - 七畝物（ななせもの） - 西ノ川（にしのかわ） - 墓東（はかひがし） - 反魂香（はんごうこう） - 深見（ふかみ） - 元墓（もとはか） - 森（もり） - 薬師（やくし） - 矢台（やだい） - 八剱（やまぶしいち） |

## 歴史

### 地名の由来
平安期には草津の渡しがあった。草津社祭神草野姫に由来するという説、海津が転じたとする説があり、その萱津の北に位置することから上萱津となった。

### 沿革
- 江戸時代 - 尾張国海東郡の尾張藩領清須代官所支配の上萱津村として所在[7]。
- 1889年（明治22年） - 中萱津村、下萱津村と合併し、萱津村となる[7]。
- 1906年（明治39年） - 合併に伴い、甚目寺村大字上萱津となる[7]。
- 1913年（大正2年） - 海部郡成立に伴い、同郡甚目寺村大字上萱津となる[7]。
- 1932年（昭和7年） - 町制施行に伴い、甚目寺町大字上萱津となる[7]。

## 世帯数と人口
2019年（令和元年）5月1日現在の世帯数と人口は以下の通りである。
| 大字   | 世帯数    | 人口    |
| ------ | --------- | ------- |
| 上萱津 | 1,957世帯 | 4,521人 |

### 人口の変遷
国勢調査による人口の推移
| 2010年（平成22年） | 4,422人 | [ 8 ] |  |
| 2015年（平成27年） | 4,316人 | [ 9 ] |  |

## 学区
市立小・中学校に通う場合、学区は以下の通りとなるまた、公立高等学校に通う場合の学区は以下の通りとなる。
| 区域                                   | 小学校                 | 中学校                 | 高等学校 |
| -------------------------------------- | ---------------------- | ---------------------- | -------- |
| 川崎、矢台（鉄道軌道敷地より北側区域） | あま市立甚目寺東小学校 | あま市立甚目寺中学校   | 尾張学区 |
| その他                                 | あま市立甚目寺南小学校 | あま市立甚目寺南中学校 | 尾張学区 |

## 施設
- 萱津神社
- 妙勝寺
- 萱津古戦場碑
- アイカ工業株式会社甚目寺工場
- 大花保育園
- トーエネック甚目寺営業所
- 日本リーテック株式会社中部支社

## 交通

### 道路
- 愛知県道126号給父西枇杷島線
- 愛知県道200号名古屋甚目寺線

## その他

### 日本郵便
- 郵便番号 : 490-1112[3]（集配局：甚目寺郵便局[12]）。